# Morti nel 1342
| Questa pagina contiene informazioni ricavate automaticamente dalle voci biografiche con l'ausilio del template Bio e di un bot. L'aggiornamento è periodico e automatico e ricostruisce completamente la pagina. Se manca una persona in questa lista, sei pregato di non aggiungerla, ma accertati piuttosto che la sua voce biografica contenga il template Bio e che i dati anagrafici siano correttamente compilati. Se il template Bio manca, inseriscilo tu stesso o, in alternativa, metti l'avviso {{tmp\|Bio}} che ne segnala la mancanza. Se i dati riportati sono sbagliati, correggi direttamente la voce biografica; le modifiche saranno visibili in questa lista entro pochi giorni. Per chiarimenti vedi il progetto biografie. La lista contiene solo le 40 persone che sono citate nell'enciclopedia e per le quali è stato implementato correttamente il template Bio. Pagina aggiornata al 2 giu 2025. |

- 3 gennaio - Anseau de Joinville, militare francese
- 13 gennaio - Pietro della Palude, teologo e patriarca cattolico francese
- 22 gennaio - Enrico IV il Fedele, nobile polacco
- 7 marzo - Giovanna di Valois, nobile francese (n. 1294)
- 23 marzo - Napoleone Orsini, cardinale italiano
- 31 marzo - Dionigi di Borgo San Sepolcro, teologo e vescovo cattolico italiano
- 9 aprile - Margaret de Clare, contessa di Gloucester, nobile britannica (n. 1293)
- 25 aprile - Papa Benedetto XII, papa, vescovo cattolico e cardinale francese (n. 1285)
- 16 maggio - Eleonora di Bretagna, nobildonna e religiosa inglese (n. 1275)
- 16 luglio - Carlo Roberto d'Angiò, sovrano
- 12 agosto - Guido I di Blois-Châtillon, nobile
- 15 agosto - Pietro II di Sicilia, re (n. 1305)
- 21 agosto - Giorgio Del Zoppo, condottiero italiano (n. 1285)
- 21 agosto - Guido Terreni, presbitero, filosofo e teologo francese (n. 1270)
- 3 settembre - Anna Anachoutlou, nobile bizantina
- 24 settembre - Simone Saltarelli, religioso e arcivescovo cattolico italiano (n. 1261)
- 3 ottobre - María Díaz de Haro, nobildonna spagnola (n. 1270)
- 1º dicembre - Bertrand de Montfavès, cardinale francese
- 24 dicembre - Violante Paleologa, contessa (n. 1318)
- 28 dicembre - Bartolomeo Gradenigo, doge (n. 1263)
- 29 dicembre - Gerardo Cagnoli, religioso italiano
- Giovanni Battista Acciaiuoli, vescovo cattolico italiano
- 'Ali Sultan, condottiero mongolo
- Graziolo Bambaglioli, scrittore italiano (n. 1291)
- Roberto Campolo, vescovo cattolico italiano
- Guglielmo III da Camposampiero, politico italiano
- Domenico Cavalca, scrittore e religioso italiano
- Giovanni II Chiaramonte, nobile, politico e militare italiano
- Marsilio da Padova, filosofo e scrittore italiano (n. 1275)
- Margherita di Valois, nobile francese (n. 1295)
- Michele da Cesena, religioso, teologo e filosofo italiano
- Al-Mizzi (n. 1256)
- Teodoro Patrikiotes, funzionario bizantino
- Bernat de Puigcercós, spagnolo
- Roberto III d'Artois, nobile francese (n. 1287)
- Matteo Silvatico, medico italiano (n. 1285)
- Teodora Paleologa Cantacuzena Angela, nobile bizantina
- Tini Bek, condottiero mongolo
- Katerina Vilioni, italiana
- Yesun Temür, condottiero mongolo